# Чорнобильський Лев Абрамович
Лев Абрамович Чорнобильський (1899–1944) — український радянський футбольний арбітр єврейського походження.
11 вересня 1936 року дебютував як головний арбітр. У матчі другої першості московський «Локомотив» переміг з великим рахунком ленінградське «Динамо». З 20 квітня 1937 року — суддя всесоюзної категорії.
Протягом п'яти сезонів обслуговував матчі чемпіонату і кубку СРСР. Всього провів як головний рефері 17 ігор.